# Moju
Moju este un oraș în Pará (PA), Brazilia.